# مارتین استودیلو
مارتین استودیلو (انگلیسی: Martín Astudillo؛ زادهٔ ۱۱ اکتبر ۱۹۷۷) بازیکن فوتبال اهل آرژانتین است.